# Савиляно
Савиля̀но (на италиански: Savigliano; на пиемонтски: Savijan, Савиян) е град и община в Северна Италия, провинция Кунео, регион Пиемонт. Разположен е на 321 m надморска височина. Населението на общината е 21 471 души (към 2010 г.).